# Rogers Arena
Rogers Arena é uma arena esportiva indoor localizada em Vancouver, Colúmbia Britânica, Canadá. Ginásio do Vancouver Canucks, time da National Hockey League, foi sede de partidas do hóquei no gelo nos Jogos Olímpicos de Inverno de 2010, sob a denominação Canada Hockey Place, já que patrocinadores não podem dar nome a locais durante os Jogos Olímpicos.
Antes conhecida "General Motors Place" (apelido "A Garagem"; a empresa de telecomunicações Rogers Communications assumiu direitos de nome em 2010), foi fundada em 1995 custando 160 milhões de dólares canadenses em financiamento privado. Foi também sede do Vancouver Grizzlies da NBA (da fundação em 1995 até se mudarem para Memphis em 2001) e dos Vancouver Ravens da NLL (da fundação em 2001 até a extinção em 2007). A arena comporta 18.630 torcedores em jogos de hóquei no gelo, 19.193 torcedores em jogos de basquete e 14.000 pessoas em concertos e outros eventos de entretenimento. A arena substituiu o Pacific Coliseum como principal local para eventos em Vancouver.

## Galeria
- Interior